# Велика Британія на зимових Олімпійських іграх 1976
Велика Британія брала участь у Зимових Олімпійських іграх 1976 року в Інсбруку (Австрія). Збірну країни представляли 42 спортсменів (31 чоловік та 11 жінок). Прапороносцем на церемонії відкриття став фігурист Джон Каррі. Країна удванадцяте взяла участь у зимовій Олімпіаді. Британські спортсмени завоювали одну золоту медаль.

## Медалісти
| Медаль | Ім'я       | Вид спорту      | Дисципліна                  | Дата |
| ------ | ---------- | --------------- | --------------------------- | ---- |
| Золото | Джон Каррі | Фігурне катання | одиночне катання (чоловіки) |      |

## Спортсмени
Кількість спортсменів, що взяли участь в Іграх, за видами спорту.
| Вид спорту          | Чоловіки | Жінки | Загалом |
| ------------------- | -------- | ----- | ------- |
| Біатлон             | 4        | 0     | 4       |
| Бобслей             | 8        | 0     | 8       |
| Гірськолижний спорт | 4        | 6     | 10      |
| Ковзанярський спорт | 2        | 0     | 2       |
| Лижні перегони      | 3        | 0     | 3       |
| Санний спорт        | 4        | 0     | 4       |
| Фігурне катання     | 7        | 5     | 12      |
| Загалом             | 31       | 11    | 42      |

## Біатлон
На Іграх Велику Британію представляли четверо біатлоністів, що змагалися у двох дисциплінах. В індивідуальних перегонах на 20 км Грем Фергюсон посів 29-у сходинку, Малкольм Герст - 36-у, Джеффрі Стівенс - 39-у (серед 52-х учасників). В естафеті 4 x 7.5 км британська команда зайняла 13-е місце серед 15 команд.
| Дисципліна                     | Спортсмен                                                | Промахи 1 | Час        | Місце |
| ------------------------------ | -------------------------------------------------------- | --------- | ---------- | ----- |
| естафета 4 x 7.5 км (чоловіки) | Малкольм Герст Джеффрі Стівенс Пол Гіббінс Грем Фергюсон | 8         | 2'11:54.36 | 13    |

| Дисципліна                           | Спортсмен       | Час        | Пенальті | Розрахунковий час2 | Місце |
| ------------------------------------ | --------------- | ---------- | -------- | ------------------ | ----- |
| 20 км індивідуальна гонка (чоловіки) | Джеффрі Стівенс | 1'18:15.87 | 9        | 1'27:15.87         | 39    |
| 20 км індивідуальна гонка (чоловіки) | Малкольм Герст  | 1'16:52.97 | 9        | 1'25:52.97         | 36    |
| 20 км індивідуальна гонка (чоловіки) | Грем Фергюсон   | 1'18:18.09 | 6        | 1'24:18.09         | 29    |

1 За кожну пропущену мішень потрібно було пройти на лижах штрафну петлю довжиною 200 метрів
2 Одна хвилина додається за кожний промах (попадання у зовнішнє кільце), дві хвилини додається за повний промах.

## Бобслей
Велику Британію в цих іграх представляли 8 бобслеїстів, що змагалися у двох дисциплінах: по дві команди у парних следах та у четвірках. Найкращих результат показала команда GBR-1 у четвірках, посівши 13 сходинку, а команда GBR-2 зайняла 20 місце (з 21 команд). У двійках британські команди зайняли 20-е та 21-е місця (серед 24 команд).
| След  | Спортсмени                                                | Дисципліна          | Заїзд 1 | Заїзд 1 | Заїзд 2 | Заїзд 2 | Заїзд 3 | Заїзд 3 | Заїзд 4 | Заїзд 4 | Всього  | Всього |
| След  | Спортсмени                                                | Дисципліна          | Час     | Місце   | Час     | Місце   | Час     | Місце   | Час     | Місце   | Час     | Місце  |
| ----- | --------------------------------------------------------- | ------------------- | ------- | ------- | ------- | ------- | ------- | ------- | ------- | ------- | ------- | ------ |
| GBR-1 | Джекі Прайс Гомер Ллойд                                   | двійки (чоловіки)   | 58.05   | 19      | 58.13   | 19      | 57.90   | 18      | 58.02   | 17      | 3:52.10 | 20     |
| GBR-2 | Марк Агар Вільям Майкл Світ                               | двійки (чоловіки)   | 58.40   | 21      | 58.33   | 22      | 57.90   | 18      | 58.08   | 18      | 3:52.71 | 21     |
| GBR-1 | Джекі Прайс Колін Кемпбелл Вільям Майкл Світ Гомер Ллойд  | четвірки (чоловіки) | 56.02   | 14      | 56.07   | 13      | 56.72   | 11      | 57.58   | 14      | 3:46.39 | 13     |
| GBR-2 | Марк Агар Ентоні Нортон Грем Світ Ендрю Огілві-Веддерберн | четвірки (чоловіки) | 57.21   | 20      | 56.88   | 20      | 57.75   | 18      | 58.01   | 18      | 3:49.85 | 20     |

## Гірськолижний спорт
У гірськолижних змаганнях брали участь 10 британських спортсменів (4 чоловіків та 6 жінок). Найкращий результат показала Валентина Іліффе, посівши 15 місце у змаганнях із слалому (у змаганнях взяли участь 42 гірськолижниці, але пройшли обидва заїзди лише 19). У змаганнях з чоловічого слалому фінішувати не вдалося жодному британцю, а у гігантському слаломі з чотирьох атлетів фінішував лише Алан Стюарт, що посів 33 місце (з 98 учасників, але обидва заїзди пройшли 52).
| Спортсмен         | Дисципліна                    | Спуск 1         | Спуск 1 | Спуск 2       | Спуск 2 | Всього          | Всього |
| Спортсмен         | Дисципліна                    | Час             | Місце   | Час           | Місце   | Час             | Місце  |
| ----------------- | ----------------------------- | --------------- | ------- | ------------- | ------- | --------------- | ------ |
| Конрад Бартельскі | швидкісний спуск (чоловіки)   |                 |         |               |         | не фінішував    | –      |
| Пітер Фукс        | швидкісний спуск (чоловіки)   |                 |         |               |         | 1:52.75         | 37     |
| Стюарт Фіцсіммонс | швидкісний спуск (чоловіки)   |                 |         |               |         | 1:50.89         | 32     |
| Алан Стюарт       | швидкісний спуск (чоловіки)   |                 |         |               |         | 1:50.56         | 30     |
| Конрад Бартельскі | гігантський слалом (чоловіки) | не фінішував    | –       | –             | –       | не фінішував    | –      |
| Пітер Фукс        | гігантський слалом (чоловіки) | 1:56.94         | 54      | не фінішував  | –       | не фінішував    | –      |
| Стюарт Фіцсіммонс | гігантський слалом (чоловіки) | 1:55.77         | 51      | не фінішував  | –       | не фінішував    | –      |
| Алан Стюарт       | гігантський слалом (чоловіки) | 1:54.49         | 44      | 1:55.15       | 33      | 3:49.64         | 33     |
| Алан Стюарт       | слалом (чоловіки)             | не фінішував    | –       | –             | –       | не фінішував    | –      |
| Пітер Фукс        | слалом (чоловіки)             | не фінішував    | –       | –             | –       | не фінішував    | –      |
| Конрад Бартельскі | слалом (чоловіки)             | не фінішував    | –       | –             | –       | не фінішував    | –      |
| Стюарт Фіцсіммонс | слалом (чоловіки)             | n/a             | ?       | не фінішував  | –       | не фінішував    | –      |
| Тереза Волліс     | швидкісний спуск (жінки)      |                 |         |               |         | 1:59.77         | 37     |
| Газель Гатчеон    | швидкісний спуск (жінки)      |                 |         |               |         | 1:58.33         | 35     |
| Фіона Іздейл      | швидкісний спуск (жінки)      |                 |         |               |         | 1:57.66         | 34     |
| Валентина Іліффе  | швидкісний спуск (жінки)      |                 |         |               |         | 1:53.31         | 29     |
| Серена Іліффе     | гігантський слалом (жінки)    |                 |         |               |         | 1:45.09         | 39     |
| Тереза Волліс     | гігантський слалом (жінки)    |                 |         |               |         | 1:41.66         | 38     |
| Фіона Іздейл      | гігантський слалом (жінки)    |                 |         |               |         | 1:41.09         | 37     |
| Валентина Іліффе  | гігантський слалом (жінки)    |                 |         |               |         | 1:35.48         | 30     |
| Енн Робб          | слалом (жінки)                | дискваліфікація | –       | 53.52         | 19      | дискваліфікація | –      |
| Газель Гатчеон    | слалом (жінки)                | n/a             | 27      | не фінішувала | –       | не фінішувала   | –      |
| Фіона Іздейл      | слалом (жінки)                | 54.12           | 25      | 52.88         | 18      | 1:47.00         | 18     |
| Валентина Іліффе  | слалом (жінки)                | 51.65           | 23      | 48.49         | 14      | 1:40.14         | 15     |

## Ковзанярський спорт
На Іграх Велику Британію представляли лише двоє ковзанярів у 5 дисциплінах. Найкращий результат показав Арчі Маршалл, посівши 15 місце у змаганнях на відстані 500 м.
| Дисципліна         | Спортсмен    | Час      | Місце |
| ------------------ | ------------ | -------- | ----- |
| 500 м (чоловіки)   | Арчі Маршалл | 40.85    | 16    |
| 1000 м (чоловіки)  | Арчі Маршалл | 1:24.00  | 21    |
| 1500 м (чоловіки)  | Джефф Сендіс | 2:09.17  | 24    |
| 5000 м (чоловіки)  | Джефф Сендіс | 8:13.03  | 26    |
| 10000 м (чоловіки) | Джефф Сендіс | 16:26.27 | 18    |

## Лижні перегони
У лижних перегонах змагалися троє британців в одній дисципліні — перегонах на 15 км серед чоловіків. Британські лижники не показали значних результатів. Найкращий результат у Пола Гіббінса — 63 місце. Дуглас Елліотт посів 65 місце, а Кіт Олівер — 68-е (всього змагалося 80 спортсменів).
| Дисципліна       | Спортсмен      | Час      | Місце |
| ---------------- | -------------- | -------- | ----- |
| 15 км (чоловіки) | Кіт Олівер     | 52:31.00 | 68    |
| 15 км (чоловіки) | Дуглас Елліотт | 52:14.27 | 65    |
| 15 км (чоловіки) | Пол Гіббінс    | 51:48.02 | 63    |

## Санний спорт
На зимовій Олімпіаді 1976 року Британію представляли 4 саночники у двох дисциплінах. На одномісних санах Мішель де Карвальо посів 29 місце, Джеремі Палмер-Томкінсон - 30-е, Річард Ліверседж - 33-е (серед 43 учасників). На двомісних санах Джеремі Палмер-Томкінсон та Мішель де Карвальо посіли 20-у сходинку (з 25-ти). Пара Річард Ліверседж-Рассел Тапп не фінішувала.
| Спортсмен                                   | Дисципліна                | Заїзд 1       | Заїзд 1 | Заїзд 2 | Заїзд 2 | Заїзд 3 | Заїзд 3 | Заїзд 4 | Заїзд 4 | Всього        | Всього |
| Спортсмен                                   | Дисципліна                | Час           | Місце   | Час     | Місце   | Час     | Місце   | Час     | Місце   | Час           | Місце  |
| ------------------------------------------- | ------------------------- | ------------- | ------- | ------- | ------- | ------- | ------- | ------- | ------- | ------------- | ------ |
| Джеремі Палмер-Томкінсон                    | одномісні сани (чоловіки) | 57.056        | 37      | 54.881  | 25      | 54.959  | 28      | 55.828  | 34      | 3:42.724      | 30     |
| Річард Ліверседж                            | одномісні сани (чоловіки) | 56.721        | 35      | 55.997  | 35      | 55.959  | 35      | 56.132  | 36      | 3:44.839      | 33     |
| Мішель де Карвальо                          | одномісні сани (чоловіки) | 56.340        | 32      | 55.412  | 29      | 55.277  | 32      | 55.636  | 32      | 3:42.665      | 29     |
| Джеремі Палмер-Томкінсон Мішель де Карвальо | двомісні сани (чоловіки)  | 46.400        | 23      | 44.977  | 16      |         |         |         |         | 1:31.377      | 20     |
| Річард Ліверседж Рассел Тапп                | двомісні сани (чоловіки)  | не фінішували | –       | –       | –       |         |         |         |         | не фінішували | –      |

## Фігурне катання
Велика Британія була досить широко представлена у змагання з фігурного катання — 12 осіб (7 чоловіків та 5 жінок). Джон Каррі став єдиним британським медалістом на Олімпіаді-76, здобувши золоту медаль в чоловічому одиночному катанні. Робін Казінс посів 10-е місце, Глін Джонс — 16-е (з 20-ти учасників). У жіночому змаганні Карена Річардсон стала 15-ю (серед 21 учасниці). У парному катанні Еріка Тейлфорт і Колін Тейлфорт посіли 11 місце (з 14 пар). У танцях на льоду змагалися три британські пари. Гіларі Грін і Глін Воттс зайняли 7 місце, Джанет Томпсон і Воррен Максвелл — 8 місце, Кей Барсделл і Кеннет Фостер — 12-е (серед 18-ти пар).
| Спортсмени                     | Змагання                    | CF/CD | SP | FS/FD  | Бали   | Places | Місце |
| ------------------------------ | --------------------------- | ----- | -- | ------ | ------ | ------ | ----- |
| Глін Джонс                     | одиночне катання (чоловіки) | 19    | 17 | 16     | 157.24 | 141    | 16    |
| Робін Казінс                   | одиночне катання (чоловіки) | 14    | 11 | 8      | 178.14 | 83     | 10    |
| Джон Каррі                     | одиночне катання (чоловіки) | 2     | 2  | 1      | 192.74 | 11     | 1     |
| Карена Річардсон               | одиночне катання (жінки)    | 17    | 15 | 14     | 166.52 | 137    | 15    |
| Еріка Тейлфорт Колін Тейлфорт  | парне катання               |       | 10 | 12     | 120.40 | 108    | 11    |
| Кей Барсделл Кеннет Фостер     | танці на льоду              | 13    |    | 13     | 175.16 | 111    | 12    |
| Джанет Томпсон Воррен Максвелл | танці на льоду              | 8     | 8  | 186.80 | 78     | 8      |       |
| Гіларі Грін Глін Воттс         | танці на льоду              | 6     | 7  | 191.40 | 57     | 7      |       |